# تیل‌پرده‌سر
تیل پرده سر، روستایی از توابع بخش نشتا شهرستان تنکابن در استان مازندران ایران است.

## جمعیت
این روستا در دهستان کترا قرار دارد و براساس سرشماری مرکز آمار ایران در سال ۱۳۸۵، جمعیت آن ۵۹۸ نفر (۱۵۷خانوار) بوده‌است.
موقعیت جغرافیای روستا در عرض ۳۸ درجه و ارتفاع ۳۵ متری از سطح دریا و در ارتفاع ۸- متری از آب‌های آزاد می‌باشد.
تیل‌پرده‌سر از سوی شمال به دریای خزر، از سوی جنوب به روستای رودپشت، از شرق به روستای آلکله، و از غرب به باغ‌نظر و ولی‌آباد محدود می‌شود.
فاصله روستا تا مرکز بخش ۴ کیلومتر و تا مرکز شهرستان ۵ کیلومتر است.
تیل‌پرده‌سر طبیعتی جلگه‌ای دارد و از سمت رودپشت حالت کوهپایه‌ای منتهی به جنگل دارد. از سوی شمال نیز دارای شیب ملایم مشرف به دریا است.